# Heterogenella californica
Heterogenella californica är en tvåvingeart som beskrevs av Jaschhof 1997. Heterogenella californica ingår i släktet Heterogenella och familjen gallmyggor. Inga underarter finns listade i Catalogue of Life.